# Star Wars Trilogy Arcade
Star Wars Trilogy Arcade è un videogioco arcade di genere sparatutto sviluppato nel 1998 da Sega. Seguito di Star Wars Arcade, il videogioco è basato sulla trilogia originale di Guerre stellari.